# Горшков, Анатолий Савельевич
Анато́лий Саве́льевич Горшко́в (27 ноября 1928, Приморско-Ахтарск, Северо-Кавказский край — 29 января 1997, Москва) — физик, кандидат физико-математических наук (1975), доктор физико-математических наук (1986).

## Биография
Родился 27 ноября 1928 года в городе Приморско-Ахтарск Краснодарского края в семье рабочего. В 1946 году поступил на первый курс физико-математического факультета Госуниверситета в Ростове-на-Дону, где проучился 4 года. В 1950 году его перевели на 5-й курс на физический факультет Московского университета. В 1952 был оставлен в аспирантуре, а затем начал работу на кафедре радиофизики СВЧ физического факультета МГУ
Его жена — Вера Евгеньевна Юрасова, их дочь — Татьяна Анатольевна Юрасова.

## Научная деятельность
- На кафедре радиофизики СВЧ проводил преподавательскую работу, читая спецкурсы и руководя дипломниками и аспирантами.

- Значительное время уделял экспериментальным и теоретическим исследованиям

В 1971 году защитил кандидатскую диссертацию: «Взаимодействие волн в нелинейных периодически неоднородных средах» (руководитель — Гвоздовер, Самсон Давидович), а в 1984 году — докторскую диссертацию: «Взаимодействие встречных волн в нелинейных средах».
Начиная с 1950-х годов С. Д. Гвоздовер с учениками разрабатывали принципы построения малошумящих широкополосных усилителей, необходимых для новой техники микроволнового диапазона.
- Первым и самым важным этапом для создания таких усилителей оказалась экспериментальная работа А. С. Горшкова 1957 года по взаимной синхронизации СВЧ-осцилляторов.

А. С. Горшков имел тесные научные контакты и дружеские отношения с выдающимися учеными — Ремом Викторовичем Хохловым и Сергеем Александровичем Ахмановым. Р. В. Хохлов высоко оценил его кандидатскую диссертацию и предложил присудить ему сразу степень доктора физ.-мат. наук, но этого тогда не произошло, так как его другой оппонент с этим не согласился.
С. А. Ахманов, будучи оппонентом его докторской диссертации, считал наиболее значимыми следующие его научные достижения:
- Создание и исследование распределенных параметрических микроволновых усилителей, детальная разработка принципов моделирования нелинейных волн на линиях передачи в радиодиапазоне.
- Предложение и создание параметрического генератора нового типа — с обратной волной. Исследование генератора квазигармонической обратной волны, возбуждаемого шумовой накачкой.
- Обоснование и реализация частотной свёртки широкополосных сигналов в нелинейных средах.
- Исследование обратного квазигармонического рассеяния видеоимпульсов, распространяющихся в нелинейной периодической среде.
- Моделирование гравитационно-капиллярных волн на поверхности жидкости, позволившее воспроизвести дисперсию волн в нелинейных цепочках со сложными связями.
- Полная теория параметрической генерации в средах с аномальной дисперсией.

Коллеги и ученики А. С. Горшкова отмечали его существенное влияние на них в научном и человеческом плане. В послесловии к книге «А. С. Горшков. Избранные труды» д.ф.-м.н. Константин Иосифович Воляк пишет:
- «Научная принципиальность и чистота стиля А. С. Горшкова накладывали отпечаток на всё, что он делал в науке и ради науки. Глубокая оригинальность мысли и понимание значения науки и культуры в целом, редкий дар экспериментатора и аналитический ум приближали А. С. Горшкова к выдающимся учёным прошлого, с творчеством которых перекликаются его работы. Те, кто имел удачу лично знать этого подвижника и мастера, никогда не забудут его труды и уроки».

### Научные труды
Автор около 100 научных работ. Среди них статьи в реферируемых научных журналах, в том числе: «Нелинейные эффекты и параметрическая регенерация при взаимодействии волн в волноводных системах с длинными электронными потоками» (ЖТФ,1963,33,90-99), «Наблюдение нелинейных граничных эффектов в диапазоне радиочастот» (Известия ВУЗов. Радиофизика 1966,9,757-764); «О стационарном режиме параметрического генератора света с обратной волной» (ЖТФ,1968,38,379-381); «Modelling of shaloow sea 3waves in non-linear transmission lines»(Il Nuovo Cimento C,1994,17,605-624); «Parametric generation in anomalously deispersive media» (Physica D,1998,122, 161—177). Имеет авторские свидетельства на изобретения.